# Луанда
Луа́нда (порт. Luanda) — столица Анголы, крупнейший политический, культурный и финансово-промышленный центр государства. Один из старейших колониальных городов Африки. Луанда была основным городом, принимающим матчи Кубка африканских наций 2010 года.

## Этимология
Город был основан португальскими колонизаторами в 1575 году и получил название Сан-Паулу-ди-Луанда — «(город) Святого Павла в Луанде», где Луанда — название местности. На языке одного из местных народов луанда — «дань, налог, подать». Это название связывают с тем, что пляжи в окрестностях города были местом добычи раковин каури, которые с глубокой древности и до начала XX века использовались аборигенами в качестве платёжного средства.

## История

### Португальская колонизация

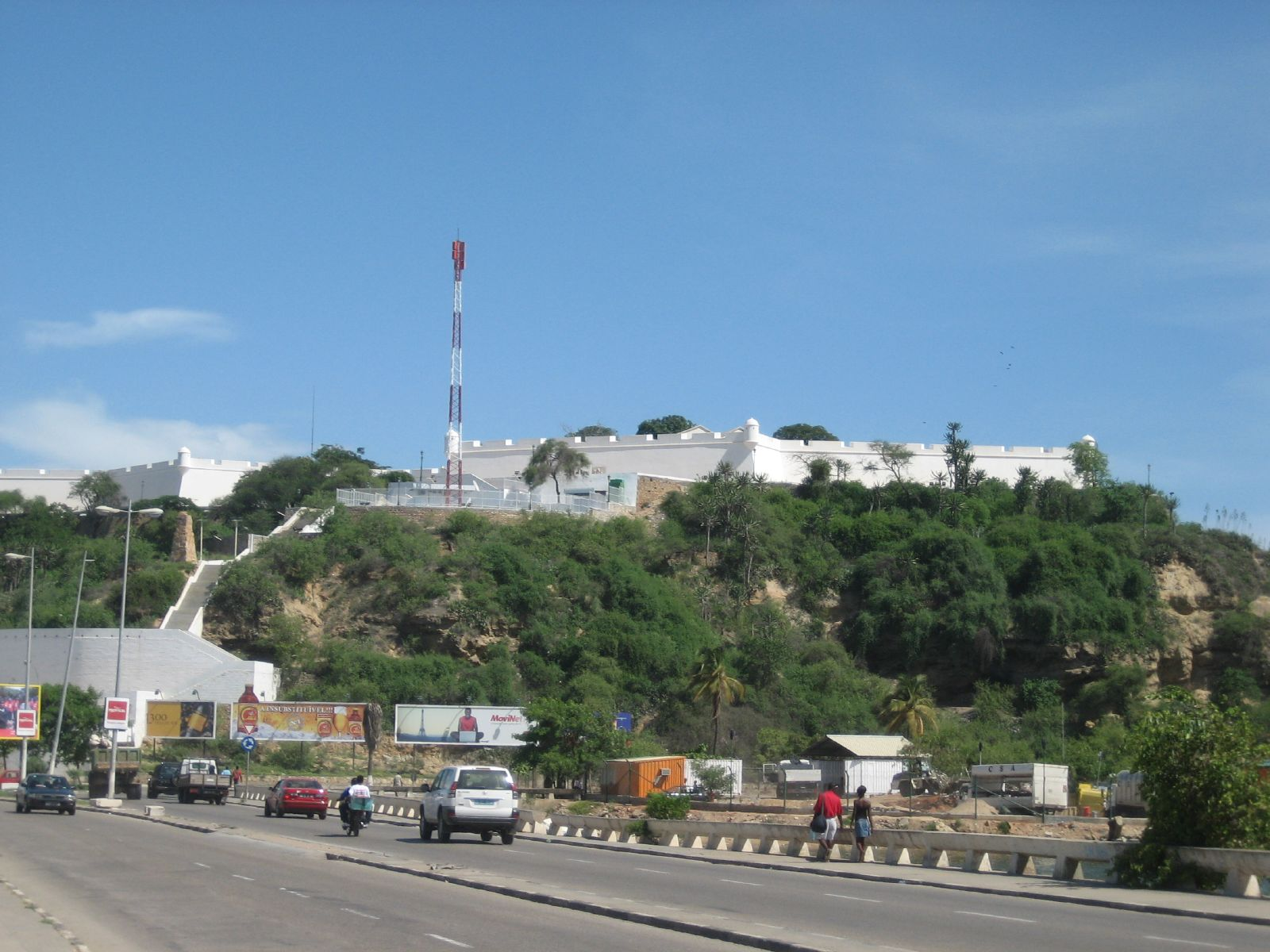
Португальская крепость св. Михаила — архитектурная доминанта Луанды

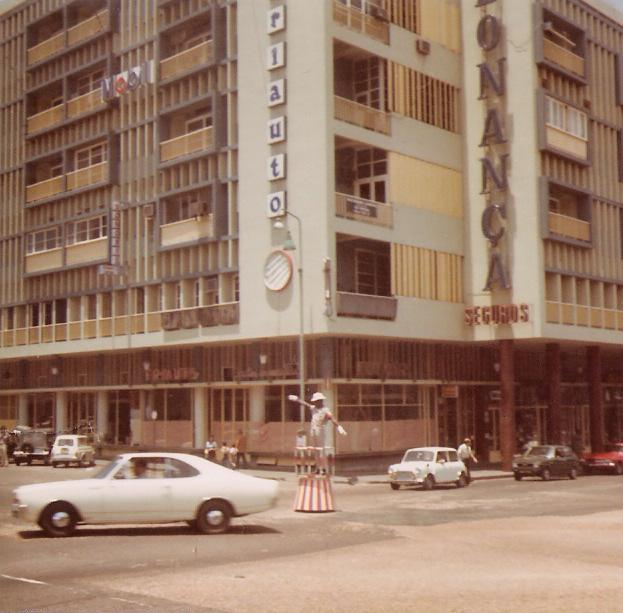
Луанда в 1972 году

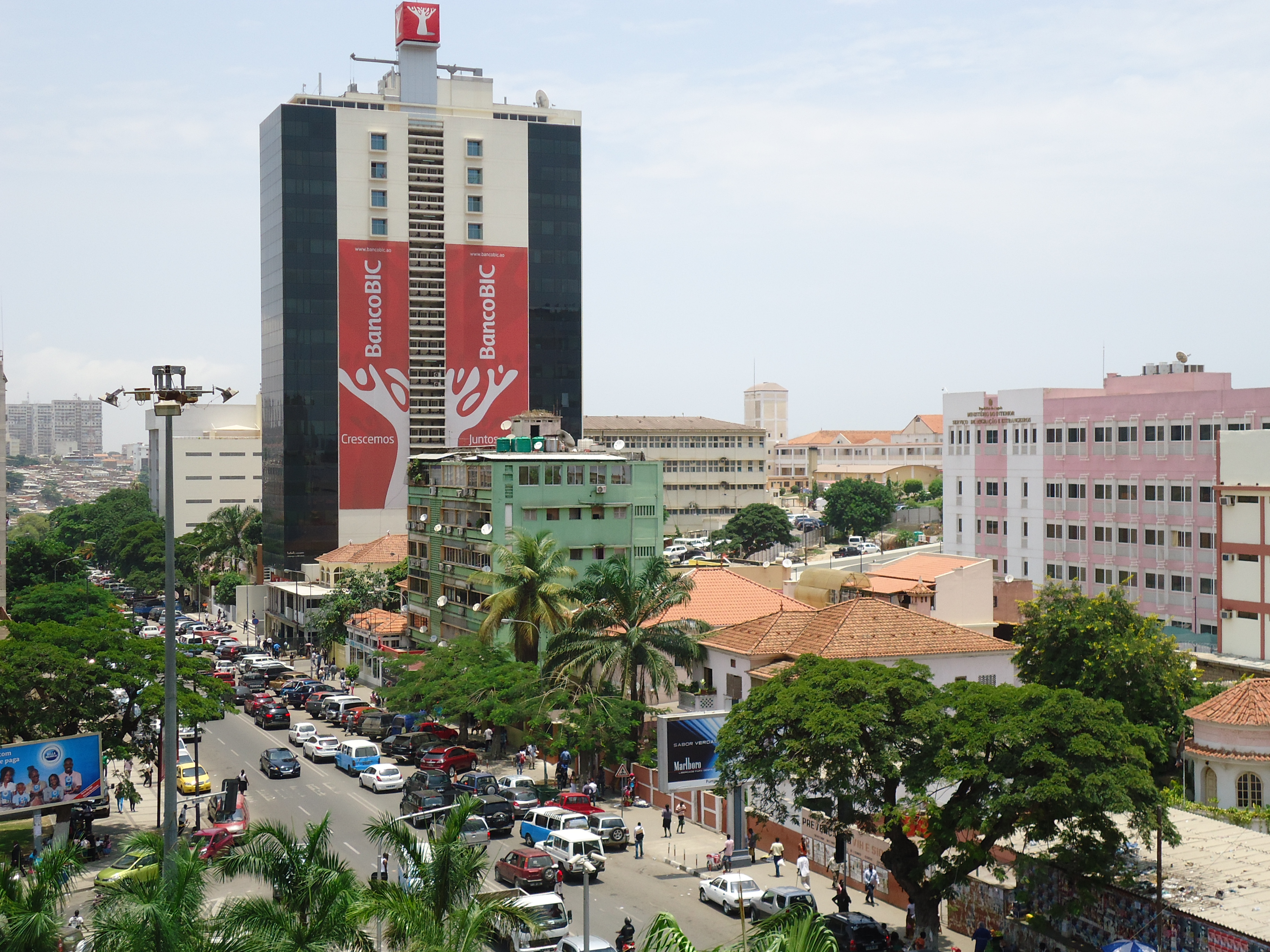
Центр города (2013 год)

Поселение было основано португальским колонизатором Паулу Диашем (внуком знаменитого мореплавателя Бартоломеу Диаша) в 1575 году и получило название Сан-Паулу-ди-Луанда (переименовано в Луанду в 1975 году). В то же время на возвышающемся над городом скалистом мысу была построена крепость Сан-Мигель. Окрестные земли до захвата их португальцами принадлежали королевству Ндонго, созданному в XV столетии народом мбунду.
Статус города Сан-Паулу-ди-Луанда обрела в 1605 году, и в конце XVI века новый город стал центром португальской колониальной администрации и основной базой экспансионистских сил в Анголе. В 1641 году португальцы были вынуждены уступить свой форпост на Атлантическом побережье голландцам, но спустя 7 лет вернули свои территории.
В период с XVII по XIX век Луанда являлась одним из крупнейших центров работорговли, с подвластных португальцам территорий через порт было вывезено около 3 000 000 негров. В 19 веке, все еще находясь под властью Португалии, Луанда пережила крупную экономическую революцию. Работорговля была отменена в 1836 году, а в 1844 году порты Анголы были открыты для иностранных судов. К 1850 году Луанда была одним из крупнейших и наиболее развитых португальских городов в обширной Португальской империи за пределами континентальной Португалии, где было полно торговых компаний, экспортирующих пальмовое и арахисовое масло, воск, копал, древесину, слоновую кость, хлопок, кофе, какао и другие продукты. К этому времени зародилась ангольская буржуазия.
В 1889 году губернатор открыл ворота акведука, который снабжал город водой, ранее дефицитным ресурсом, заложив основу для значительного роста.

### Новое государство
За время диктатуры Португалии, известной как «Новое государство», Луанда выросла из города с населением 61 208 человек, 14,6 % из которых были белыми в 1940 году, до богатого космополитического крупного города с населением 475 328 человек в 1970 году.
Как и большая часть португальской Анголы, Луанда не пострадала от португальской колониальной войны (1961—1974). Экономический рост и развитие во всём регионе достигли рекордных высот за этот период. В 1972 году в отчёте Луанда была названа «Парижем Африки».
В XX веке Луанда стала центром национально-освободительной борьбы народов Анголы, здесь часто происходили столкновения с португальскими войсками.
В начале февраля 1961 года руководство Народного движения за освобождение Анголы (МПЛА) организовало вооружённые атаки в Луанде. Первые партизанские выступления в столице послужили сигналом для начала войны за независимость Анголы.

### Независимость
В апреле 1974 года, после Революции гвоздик новое правительство Португалии согласилось предоставить Анголе независимость. В середине июля в трущобных кварталах Луанды происходили кровопролитные столкновения сторонников независимости, активистов МПЛА и Комитетов Амилкара Кабрала с консервативно настроенными белыми поселенцами, организовавшимися в Ангольский фронт сопротивления. Год спустя, 9 июля 1975 года, вооружённые силы МПЛА — ФАПЛА начали «битву за Луанду» — выбивание из столицы противостоящих сил ФНЛА/ЭЛНА и УНИТА/ФАЛА. Эти бои ознаменовали начало гражданской войны в Анголе.
11 ноября 1975 года на политической карте мира появилось новое государство — Народная Республика Ангола под властью МПЛА (с августа 1992 года — Республика Ангола). Столицей стала Луанда. После объявления независимости большинство белых португальцев уехали в качестве беженцев, в основном в Португалию.
Захват Луанды был военно-стратегической целью противников МПЛА в гражданской войне. Однако наступления антикоммунистических повстанцев ФНЛА и УНИТА, поддерживаемых вооружёнными силами ЮАР были отбиты. 27 мая 1977 года в Луанде произошёл Мятеж «фракционеров» — восстание внутрипартийной оппозиции МПЛА против президента Агостиньо Нето и его окружения. Среди лидеров мятежа был мэр Луанды Педру Фортунату. Мятеж жестоко подавлен правительственными силами и кубинскими войсками, мэр Фортунату убит.
В 1991 году между представителями правительства Анголы и противоборствующей группировкой УНИТА в Лиссабоне было подписано соглашение о мирном урегулировании конфликта. Тем не менее политическая ситуация в регионе оставалась нестабильной, что препятствовало быстрому развитию ангольских городов, в том числе и Луанды. Столица Анголы неоднократно становилась местом протестных выступлений оппозиции.

### Современность
В 2008 году, по результатам исследования лондонской консалтинговой компании ECA International, Луанда оказалась самой дорогой столицей в мире.
Среди причин высоких цен — разрушенная тремя десятилетиями гражданской войны инфраструктура города, долгие проволочки с обработкой грузов в порту города, а также высокие темпы инфляции. Прибыли иностранных компаний, полученные в Анголе за счёт добычи нефти и алмазов, создают повышенный спрос на жилье высокого качества, дорогие рестораны и автомобили, обувь и одежду, в то время как большинство ангольцев живёт в крайней нищете. Литр молока в Луанде может стоить до трёх долларов, а аренда небольшой двухкомнатной квартиры — до семи тысяч долларов в месяц.
В 2013 году, по данным фирмы Mercer, проводившей регулярное «Исследование стоимости жизни», Луанда вновь была признана самым дорогим городом в мире, обойдя по этому показателю Москву и Токио.
Город также известен как экономический центр нефтяной промышленности; в городе также находится нефтеперерабатывающий завод.

## Природные условия
Луанда занимает выгодное положение на побережье Атлантического океана, в районе впадения в него реки Кванза. Климат в данной зоне тропический, среднегодовая норма осадков 250—500 мм, причём большая их часть приходится на февраль—март. Самый теплый месяц года — март, в это время ртутный столбик термометра поднимается до +30 °C, в июле температура понижается до +16 °C, что во многом обусловлено охлаждающим влиянием Бенгельского течения. Оно же объясняет и аномально сухой (для приэкваториальных широт) климат города.
| Показатель                    | Янв. | Фев. | Март | Апр. | Май | Июнь | Июль | Авг. | Сен. | Окт. | Нояб. | Дек. | Год |
| ----------------------------- | ---- | ---- | ---- | ---- | --- | ---- | ---- | ---- | ---- | ---- | ----- | ---- | --- |
| Абсолютный максимум, °C       | 33   | 35   | 35   | 34   | 36  | 32   | 29   | 28   | 29   | 32   | 37    | 34   | 37  |
| Средний суточный максимум, °C | 28   | 29   | 30   | 29   | 28  | 25   | 23   | 23   | 24   | 26   | 28    | 28   | 27  |
| Средний суточный минимум, °C  | 23   | 24   | 24   | 24   | 23  | 20   | 18   | 18   | 19   | 22   | 23    | 23   | 22  |
| Абсолютный минимум, °C        | 21   | 21   | 21   | 21   | 18  | 15   | 14   | 14   | 17   | 18   | 20    | 19   | 14  |
| Норма осадков, мм             | 25   | 36   | 76   | 117  | 13  | 0    | 0    | 0    | 3    | 5    | 28    | 20   | 323 |
| Источник:                     |      |      |      |      |     |      |      |      |      |      |       |      |     |

В окрестностях Луанды практически в первозданном виде сохранились травянистые и кустарниковые саванны, здесь же растут многочисленные пальмы, рощи которых к югу от столицы редеют. За чертой города можно встретить таких диких животных, как слоны, львы, леопарды, зебры, антилопы, обезьяны, однако их популяции в последние годы резко сократились из-за браконьерской деятельности человека. В прибрежных водах водятся различные представители водной фауны: киты, черепахи, моллюски, несколько видов рыб. Центр города располагается на высоте 6 м над уровнем моря.

## Население, язык, вероисповедание
Луанда — самый крупный город Анголы, численность его населения (с пригородами) составляет около 4,5 млн человек. Этнический состав столицы довольно разнообразен: здесь живут представители африканских народов овимбунду, мбунда, баконго, лунда, чокве, нгантуэла, куаньяма и др., а также европейцы и смешанное афро-европейское население. Столичные жители африканского происхождения используют для официальных переговоров португальский язык, а между собой, как правило, на языках банту (кимбунду, умбунду, киконго), которые постепенно оттесняются португальским. 90—98 % молодёжи в столице говорят только по-португальски. Уже по переписи 1983 года португальский язык назвали родным 75 % из 2,5-миллионного населения Луанды. Ангольцы, имеющие европейское и смешанное происхождение, говорят на португальском языке, являющемся государственным.
Многие жители Луанды придерживаются традиционных местных верований, встречаются также христиане — католики и протестанты (баптисты, методисты и конгрегационалисты).
В 1970 году в городе проживало 480 613 человек, по оценкам на 2012 год население Луанды составляло 2 825 311 жителей. Население Луанды в последние годы резко возросло, во многом благодаря миграции в город в военное время, так как город был более безопасным местом по сравнению с остальной частью страны. В 2006 году в Луанде наблюдалось увеличение числа насильственных преступлений, особенно в трущобах, окружающих колониальное городское ядро.

## Культурное значение

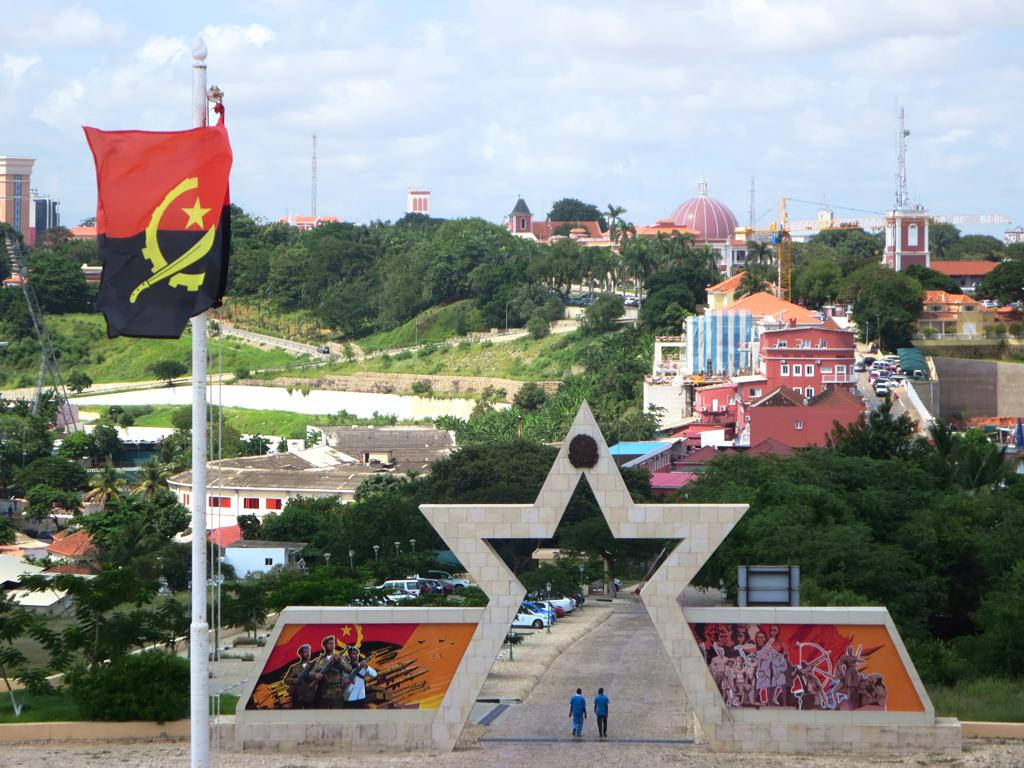
Памятник Гражданской войне в Анголе

Луанда — центр культурного развития Анголы. Здесь действует несколько сотен начальных школ с восьмилетним сроком обучения, существуют курсы подготовки к поступлению в технические и педагогические учебные заведения, дающее среднее образование. В открытом в 1976 году Университете имени Агостиньо Нето можно получить высшее образование. Преподавание во всех школах и университете ведётся на португальском языке.
С 1956 года в городе работает Академия музыки, действуют Музей Анголы, где представлена коллекция естественно-исторических экспонатов, и музей Дунду, в котором хранятся историко-этнографические памятники.
В Национальной и муниципальных библиотеках собраны произведения лучших африканских поэтов и писателей, таких как Луандину Виейра, Артур Пестана душ Сантуш (псевдоним Пепетела) и других, а также представлены шедевры мировой литературы. Труппы непрофессиональных актёров осуществляют сценические постановки местных авторов.

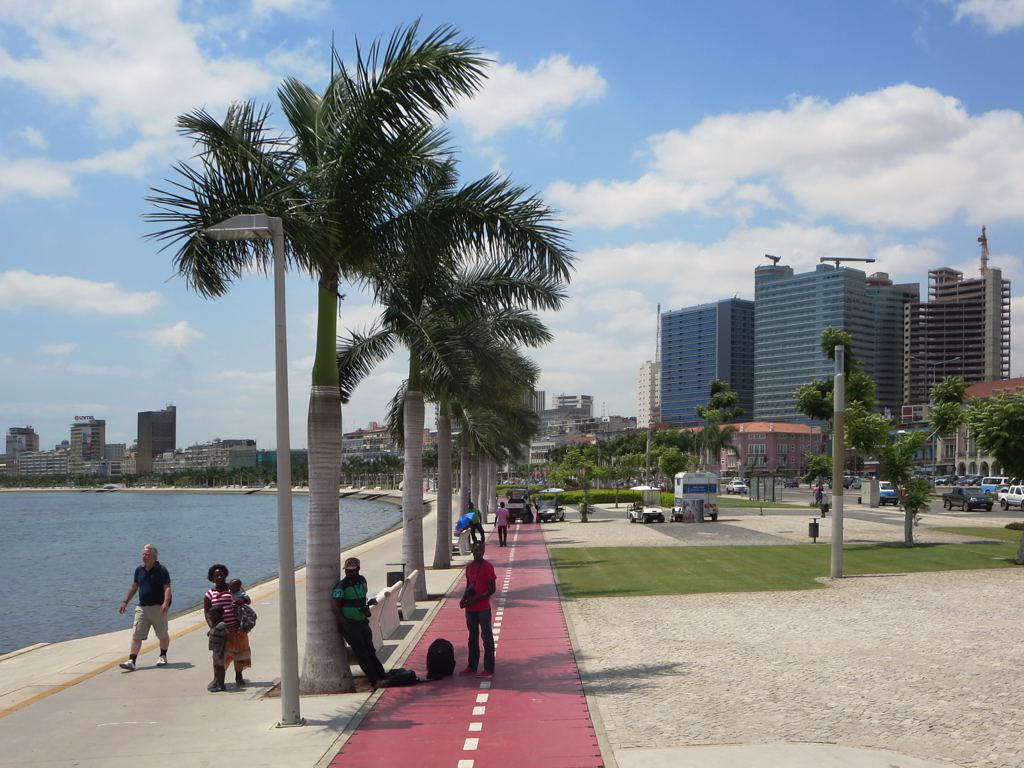
Набережная Луанды в 2015 г.

В столице сохраняются лучшие традиции музыкальной культуры и танца, причём современная популярная музыка Анголы имеет тесную связь с музыкальными традициями Бразилии и островов Карибского бассейна.
В городе, развитие которого началось в конце XVI века, у стен крепостного замка Сан-Мигель (ныне Исторический музей), сохранилось множество архитектурных достопримечательностей. От XVII века здесь остались стены фортов Сан-Педру-да-Барком и Сан-Фернанду-ди-Пенедаш.
В архитектурном облике центральной части Луанды, застроенной по типу провинциальных португальских городов, нашёл выражение переход от барокко к классицизму. Главные достопримечательности этой части столицы — иезуитская церковь (XVI век), храм кармелиток (около 1638), церковь Мадонны Назаретской (1664) и другие. Городские тротуары вымощены восхитительной мозаикой.
В 1950—1970-х годах в облик столицы были внесены существенные изменения: началась полукруглая застройка вглубь материка, улицы засаживались деревьями, в черте города были разбиты парки и скверы.

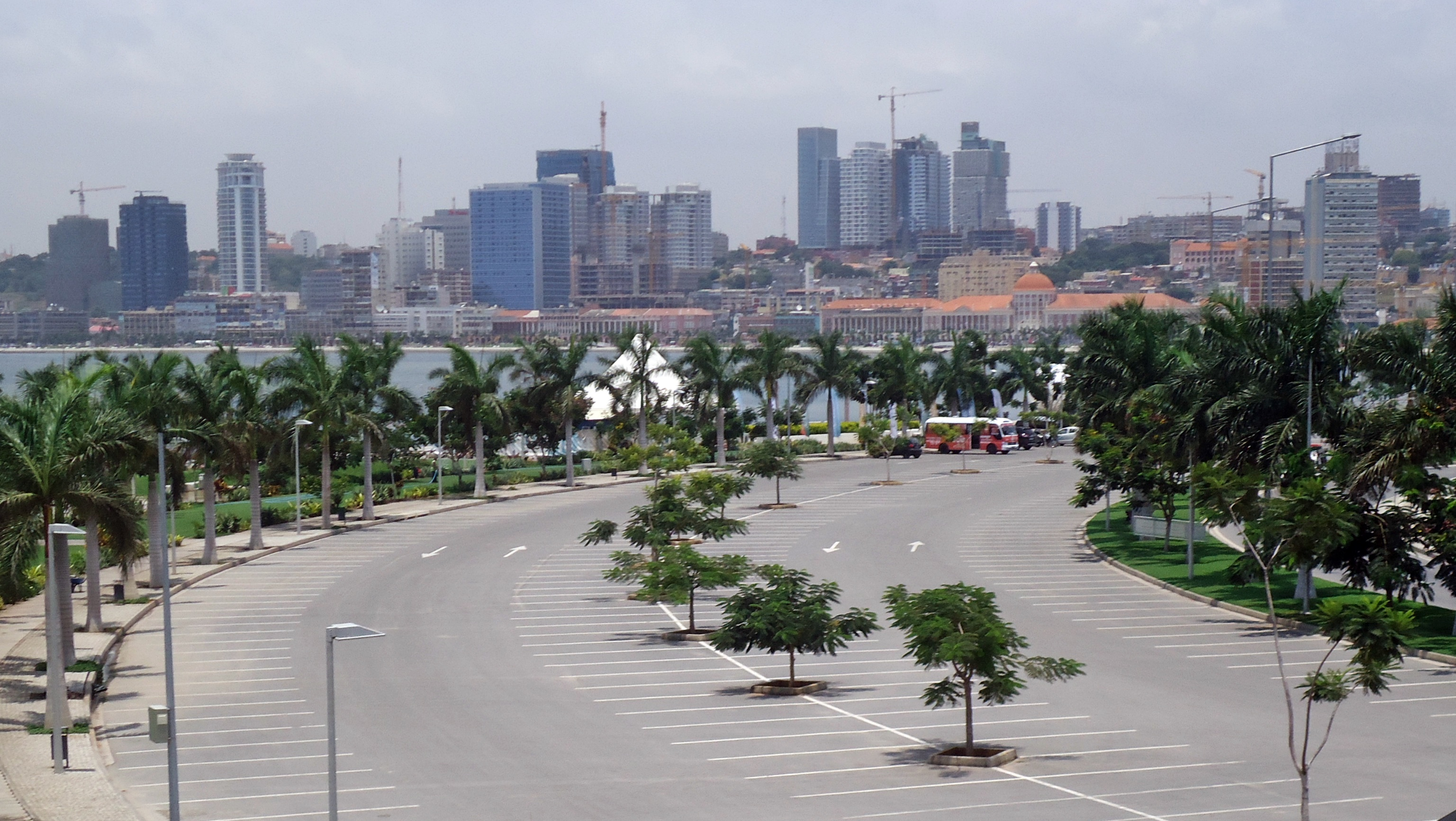
Береговая линия

## Города-побратимы
- Белу-Оризонти, Бразилия (с 1968 года)[18]
- Хьюстон, США (с 2003 года)
- Салвадор, Бразилия
- Порту, Португалия
- Тахуа, Нигер